# Radio Nova Gradiška
Radio Nova Gradiška je lokalna hrvatska radijska postaja sa sjedištem u Novoj Gradiški. Danas emitira na frekvenciji 98.1 Mhz FM. 
Neke emisije:
- Narodni vez (petkom od 19:00 do 22:00)
- Dobar tek (subito od 11:00 do 12:00)
- Kulturni ritam tjedna (ponedjeljkom od 09:30 do 10:00)
- Nostalgia (srijeda od 19:00 do 22:00)
- Emisija za selo i poljoprivredu (nedjeljom od 10:00 do 11:00)

## Vanjske poveznice
- Službena stranica (hrv.)